# 박수연 (1991년)
박수연(1991년 9월 26일 ~ )은 대한민국의 배우이다.

## 학력
- 경희대학교 연극영화학과 학사

## 출연작

### 영화
- 《우리는 천국에 갈 순 없지만 사랑은 할 수 있겠지》 (2024년) - 주영 역
- 《식물카페, 온정》 (2021년) - 서진 역
- 《복날》 (2020년) - 무영 역
- 《가만한》 (2020년)
- 《그녀를 지우는 시간》 (2020년)
- 《주인》 (2019년) - 주인 역
- 《아버지가방에들어가신다!》 (2019년) - 딸 역
- 《앵커》 (2019년) - 한주 역
- 《벌새》 (2019년) - 수희 역
- 《소은이의 무릎》 (2019년) - 진미 역
- 《선희와 슬기》 (2019년) - 정미 역
- 《면죄의 감각》 (2018년) - 수연 역
- 《그 여름에 봄》 (2018년) - 소희 역
- 《경화》 (2018년) - 경화 역
- 《푸르른 날에》 (2018년) - 옥순 역
- 《불놀이》 (2018년)
- 《연희동》 (2018년) - 주연희 역
- 《성인식》 (2018년) - 한식당 직원 역
- 《소녀의 세계》 (2018년) - 하윤주 역
- 《변산》 (2018년) - 여고생들 역
- 《곳에 따라 비》 (2017년) - 가은 역
- 《너의 말》 (2017년) - 감독 역
- 《시선》 (2017년) - 수연 역
- 《치킨은 날지 못한다》 (2017년) - 봄 역
- 《플라스틱 러브》 (2017년) - 은수 역
- 《개학》 (2017년) - 소녀 역
- 《숨바꼭질》 (2016년) - 소은 역
- 《나는 남한을 사랑합니다》 (2016년) - 남한소녀 역
- 《새는 알을 깨고 나온다》 (2016년)
- 《유나의 오늘》 (2016년) - 수영 역
- 《모나리자》 (2016년) - 보라 역
- 《황천》 (2015년) - 승미 역
- 《전학생》 (2015년)
- 《조우》 (2012년)
- 《노스페이스》 (2012년)

### 드라마
- 《한식 명탐정》 (2017년, 웹드라마) - 강혜리 역
- 《안나》 (2022년, 쿠팡플레이) - 조유미 비서 역

### 뮤직비디오
- 양희은 - 늘그대
- 스텔라장 - Colors
- 케이지 - PLANETARIUM

## 수상
- 2018년 제1회 제주혼듸독립영화제 혼듸연기상